# Loix
Loix é uma comuna francesa na região administrativa da Nova Aquitânia, no departamento de Charente-Maritime. Estende-se por uma área de 6,70 km². Em 2010 a comuna tinha 748 habitantes (densidade: 111,6 hab./km²).
Pertence à rede das Cidades Cittaslow.